# Nerea Martí
Nerea Martí   (Albalat dels Sorells, 2 de gener de 2002) és una pilot de carreres valenciana. Actualment competeix a les W Serie.

## Trajectòria
Martí va començar a córrer amb karts als nou anys al circuit que tenia la seva família. Va debutar en monoplaça a la Fórmula 4 el 2019, pujant al podi en la seva primera cursa i acabant la temporada 16a a la classificació general i 2a al trofeu femení per darrere de Belén García.
El 2020, Martí es va classificar per a la segona edició de les W Series, un campionat de Fórmula 3 exclusivament femení. La temporada va ser cancel·lada arran de la pandèmia de COVID-19, després de la qual va optar per córrer al Campionat d'Espanya de Kàrting, on va quedar 8a en la categoria KZ.
Martí va fer el seu debut a les W Serie el 2021. Va aconseguir el seu primer i únic podi de la temporada al Circuit d'Hungaroring i va acabar 4a a la classificació final després d'haver sumat punts en les vuit proves. Martí va aconseguir la pole position a la primera cursa de la temporada 2022 al Circuit urbà de Miami.